# Martin Porubjak
Martin Porubjak (18. května 1944 Bratislava – 27. března 2015 Brno) byl slovenský dramaturg, dramatik, scenárista, překladatel, divadelní a filmový režisér, politik.

## Biografie
Absolvoval dramaturgii a divadelní vědu na Vysoké škole múzických umění v Bratislavě. Poté působil v bratislavském Divadle Na korze, které ovšem bylo po krátké době rozpuštěno. Pracoval následně v Ústavu slovenské literatury Slovenské akademie věd a v Osvětovém ústavu v Bratislavě. K divadlu se vrátil roku 1983, kdy nastoupil do Divadla SNP v Martinu. Od roku 1990 byl dramaturgem v Slovenském národním divadle a od roku 1990 rovněž vyučoval na Divadelní fakultě VŠMU v Bratislavě.
Po sametové revoluci patřil mezi zakladatele hnutí Verejnosť proti násiliu (VPN). Od 28. srpna 1991 do 24. června 1992 působil jako první místopředseda slovenské vlády Jána Čarnogurského v rámci československé federace. Po rozpadu VPN přešel do nástupnického subjektu Občianska demokratická únia-VPN (později jen Občianska demokratická únia, ODÚ), jehož předsedou byl. Ve volbách v roce 1992 ovšem ODÚ neuspěla a Porubjak pak odešel z politiky.
Od 9. listopadu 2005 byl vysokoškolským profesorem v odboru divadelní vědy a umění.
Zemřel v březnu 2015 v Brně.
Slovenský prezident Andrej Kiska mu 7. ledna 2016 na Bratislavském hradě udělil in memoriam Řád Ľudovíta Štúra II. třídy.

## Výběr z divadelních dramaturgií

### 60. a 70. léta
- 1969 Sławomir Mrożek: Strip-teaese, Karol, Stroskotanci; Divadlo Na korze
- 1970 Arthur Kopit: Ach, ocko, chudák ocko, mama ťa zavesila do skrine a ja som z toho strašne smutný…; Divadlo Na korze
- 1970 Anton Pavlovič Čechov: Svadba - Jubileum; Divadlo Na korze
- 1971 Georg Büchner: Woyzeck; Divadlo Na korze
- 1971 Alexander Nikolajevič Ostrovskij: Les; Divadlo Na korze
- 1975 Jean Anouilh: Tomáš Becket; Divadlo SNP Martin
- 1977 Maxim Gorkij: Meštiaci; Divadlo SNP Martin
- 1979 Plautus: Kupecká komédia; Divadlo SNP Martin

### 80. léta
- 1980 Molière: Don Juan; Divadlo SNP Martin
- 1981 Aristofanes: Lysistrata; Divadlo SNP Martin
- 1982 Peter Shaffer: Amadeus; Divadlo SNP Martin
- 1982 Stanislav Štepka: Svadba; Radošinské naivné divadlo
- 1983 Anton Pavlovič Čechov: Ujo Váňa; Divadlo SNP Martin
- 1983 Stanislav Štepka: Čierna ovca; Radošinské naivné divadlo
- 1983 Stanislav Štepka: Ako sme sa hľadali; Divadlo pre deti a mládež Trnava
- 1984 Friedrich Schiller - Martin Porubjak: Parazit; Nová scéna Bratislava
- 1984 Karol Horák: Medzivojnový muž; Divadlo SNP Martin
- 1984 Stanislav Štepka: Pavilón B; Radošinské naivné divadlo
- 1985 David Wasserman: Eniky beniky; Divadlo SNP Martin
- 1986 Leonid Andrejev: Život človeka; Divadlo SNP Martin
- 1986 Milan Lasica - Július Satinský: Náš priateľ René; Divadlo pre deti a mládež Trnava
- 1987 Stanislav Štepka: Ženské oddelenie; Radošinské naivné divadlo
- 1988 Stanisław Ignacy Witkiewicz: Matka; Divadlo SNP Martin
- 1988 Pierre Marivaux: Dotyky a spojenia; Divadlo SNP Martin
- 1988 Stanislav Štepka: Vygumuj a napíš; Radošinské naivné divadlo
- 1989 Eugene O'Neill: Noc pre dvoch; Divadlo SNP Martin
- 1989 Bertolt Brecht: Baal; Divadlo SNP Martin

### 90. léta
- 1990 Václav Havel: Audiencia; Divadlo SNP Martin
- 1991 George Tabori: Mein Kampf; Činohra SND
- 1991 Leo Birinski: Chaos; Činohra SND na Malé scéně (vlastní překlad z českého překladu)
- 1990 Franz Kafka - Roman Polák - Martin Porubjak: Proces; Divadlo Astorka Korzo '90
- 1993 Nicolas Baehr - Larry Pearce: Incident; Divadlo Astorka Korzo '90
- 1993 Edmond Rostand: Cyrano; Divadlo Astorka Korzo '90
- 1993 Frank Wedekind: Lulu; Činohra SND
- 1993 Arthur Schnitzler: Krajina šíra; Činohra SND
- 1995 Anton Pavlovič Čechov: Višňový sad; Činohra SND
- 1995 Karol Horák: Nebo, peklo, Kocúrkovo; Činohra SND
- 1995 Carlo Goldoni: Čertice; Činohra SND
- 1996 William Shakespeare: Ako sa vám páči; Činohra SND
- 1997 Janko Jesenský - Viliam Klimáček: Demokrati; Činohra SND
- 1998 Bertolt Brecht: Opera za tri groše; Činohra SND

### 21. století
- 2000 William Shakespeare: Búrka; Činohra SND
- 2001 Tančiareň; Činohra SND
- 2003 William Shakespeare: Trojkráľový večer alebo Čo len chcete; Činohra SND
- 2004 Thomas Bernhard: Ignorant a šialenec; Činohra SND
- 2004 Edmond Rostand: Cyrano z Bergeracu; Činohra SND

## Výběr z divadelních režií
- 1985 Bertolt Brecht: Pán Puntila a jeho sluha Matti; Divadlo SNP Martin
- 1987 Carl Zuckmayer: Hajtman z Köpenicku; Divadlo SNP Martin
- 1988 Arthur Schnitzler: Zelený papagáj, Divadlo pre deti a mládež Trnava
- 1988 Patrick Süskind: Kontrabas; Štúdio L+S
- 1989 Sławomir Mrożek: Emigranti; Štúdio L+S
- 1990 Milan Lasica - Július Satinský: Jubileum; Štúdio L+S
- 1993 Sofoklés: Antigona; Theater Brett, Vieděň, Rakúsko
- 1993 Milan Kundera: Jakub a jeho pán; Štúdio L+S
- 1994 Ondrej Šulaj: O pejskovi a mačičke; ND Praha
- 1995 Tankred Dorst: Pán Paul; ND Praha
- 1997 Yasmina Reza: Kumšt; Štúdio L+S
- 1997 Janko Jesenský - Viliam Klimáček: Demokrati; Činohra SND
- 1998 Carlo Gozzi: Král jelenem, Národní divadlo moravskoslezské Ostrava
- 1999 Ondrej Šulaj: O pejskovi a mačičke; Štúdio L+S
- 2000 Bertolt Brecht: Pán Puntila a jeho sluha Matti; ND Brno
- 2002 Franz Wittenbrink: Sekretárky; Činohra SND
- 2002 Peter Turrini: Hotovo, koniec; ND Praha
- 2003 Yasmina Reza: Život na trikrát; Štúdio L+S

## Divadelní hry
Goldoniáda - původně uváděným autorem byl Vladimír Strnisko, když pod Porubjakovým jménem nebylo možné za socialismu jeho díla vůbec uvádět

## Filmografie
- 1970 Na shledanou v pekle, přátelé - spolupráce na dialozích
- 1986 Mahulena zlatá panna - námět a scénář
- 2002 Útěk do Budína - scénář